# Jackie Moggridge
 Jackie Moggridge  (* 1. März 1922 in Pretoria, Südafrika; † 7. Januar 2004 in Taunton, England) war eine britische Fliegerin, die während des Zweiten Weltkriegs als Pilotin bei der Air Transport Auxiliary (ATA) und später bei der  Royal Air Force Voluntary Reserves flog. Sie war die erste Frau, die in Südafrika einen Fallschirmsprung ausführte und die erste Flugkapitänin.

## Leben und Werk
Moggridge wurde in Südafrika als Dolores Theresa Sorour geboren und nannte sich Jackie nach ihrer Sportheldin Jackie Rissik. Sie erhielt ihren A-Flugschein mit 15 Jahren und mit 17 Jahren war sie die erste Frau, die einen Fallschirmsprung in Südafrika machte. 1938 zog sie nach Großbritannien, um ihren B-Flugschein am Aeronautical College in Witney bei Oxford zu erwerben. Sie trat der Women’s Auxiliary Air Force bei und arbeitete in Rye in einer Radarstation, bis sie zur Air Transport Auxiliary (ATA) wechselte. Pauline Gower rekrutierte sie 1940 in die ATA. Sie trat dem Hatfield Ferry Pool bei und war die jüngste der weiblichen Piloten. Die ATA wurde 1945 nach Kriegsende geschlossen und sie heiratete im selben Jahr den Armeekapitän Moggridge, mit dem sie zwei Töchter bekam. Zwischen 1947 und 1949 wurde sie in der örtlichen Theater- und Operngesellschaft von Taunton aktiv und veranstaltete Benefizkonzertpartys. In den frühen 1950er Jahren erhielt sie ihre kommerzielle Fluglizenz in Southend-on-Sea. 1957 besaß die Kühlschrankfirma LEC Refrigeration einen privaten Flugplatz in Bognor Regis, Sussex, und eine Avro Anson, die als Executive-Flugzeug und Verkaufsraum in der Luft diente. Demonstrationsmodelle der Kühlschränke wurden an Bord aufbewahrt und nach Übersee geflogen, damit potenzielle Kunden sie sehen konnten. Sie flog als Copilotin mit George Farley als Pilot nach Südafrika, wobei eine Verkaufsreise mehrere Wochen dauerte. Danach flog sie für Channel Airways mit Sitz am Flughafen Southend. Da sie eine vorbildliche Flugsicherheitsakte besaß, wurde sie trotz ihres Geschlechts eingestellt. Nachdem sie sich auf der Isle-of-Wight-Route bewährt hatte, wurde sie auf der Jersey- und Guernsey-Route eingesetzt. Passagiere nahmen fälschlicherweise oft an, sie sei die Stewardess oder Taxifahrerin. Zu ihren Aufgaben gehörte es auch, ansässige Passagiere von ihren Häusern abzuholen und sie zum Portsmouth Airport zu fahren. Channel Airways benutzte für diesen Service ein altes Londoner Taxi und die verblüfften Passagiere sahen sie nach der Autofahrt später als Pilotin wieder. Sie war die erste Flugkapitänin, die Passagiere auf Linienflügen flog, als sie zu Channel Airways kam. Am 29. April 1994 gab ihr Carolyn Grace die Möglichkeit, einen exakt 50 Jahre zuvor durchgeführten Überführungsflug zu wiederholen. Während des Krieges war sie die erste Pilotin gewesen, die dieselbe Spitfire von Castle Bromwich nach Selsey flog, wo es eine neuseeländische Staffel gab. Sie nahm auf dem hinteren Sitz der ML407 Platz und hob – pilotiert von Carolyn Grace – nochmals mit „ihrer“ Spitfire ab. Sie starb 2004 und ihre Asche wurde von der Spitfire (ML407), die von Carolyn Grace gesteuert wurde, über Blackdown Hills verstreut.

## Ehrungen
Während des Zweiten Weltkriegs flog Moggridge als RAF-Pilotin Lancasters, Spitfires und eine Vielzahl anderer Flugzeuge. Sie flog über 1500 Flugzeuge, mehr als jeder andere ATA-Pilot. Sie loggte über 4000 Flugstunden über Europa, Nordafrika und dem Nahen Osten. Sie war Mitglied einer sehr elitären Gruppe und eine von nur fünf Frauen, denen während des Krieges Royal-Air-Force-Wings verliehen wurden. Sie erhielt für ihre Arbeit während des Krieges eine Königliche Belobigung und eine Kriegsauszeichnung des damaligen Premierministers Clement Attlee. 1959 wurde sie von der British Women Pilots’ Association mit der Jean Lennox Bird Trophy ausgezeichnet. Ihr zu Ehren wird jährlich der Jackie Moggridge Cup an eine britische Pilotin für hervorragende Qualifikationen verliehen. Die Stadt Taunton, in der sie 57 Jahre gelebt hatte, ehrte sie mit der Benennung einer Straße, des „Jackie Moggridge Way“.

## Werke
- Spitfire Girl (englisch), 2015, ISBN 978-1-4448-2531-2